# Liste de galaxies elliptiques
Voici une liste de galaxies elliptiques, classée par défaut par ordre alphabétique de constellations.
| numéro | image | nom      | numéro de catalogue                                                              | type                                               | constellation         | découverte par           |
| ------ | ----- | -------- | -------------------------------------------------------------------------------- | -------------------------------------------------- | --------------------- | ------------------------ |
| 1      |       | M32      | M32 NGC 221 PGC 2555 UGC 452 MCG+07-02-015 CGCG535-016 IRAS 00399+4035 ARP12     | Galaxie naine elliptique Galaxie satellite (M31)   | Andromède             | Guillaume Le Gentil      |
| 2      |       | M110     | M110 NGC 205 PGC 2429 UGC 426 MCG+07-02-014 CGCG535-014 IRAS00376+4124           | Galaxie naine elliptique Galaxie satellite (M31)   | Andromède             | Charles Messier          |
| 3      |       | Maffei 1 | Maffei 1 PGC 9892 UGCA 34 IRAS 02329+5926 2MASXJ02363546+5939165                 | Galaxie elliptique                                 | Cassiopée             | Paolo Maffei             |
| 4      |       | NGC 4874 | NGC 4874 PGC 44628 UGC 8103 MCG+05-31-070 CGCG160-231                            | Galaxie elliptique Galaxie centrale-dominante (cD) | Chevelure de Bérénice | William Herschel         |
| 5      |       | NGC 4889 | NGC 4889 NGC 4884 PGC 44715 UGC 8110 MCG+05-31-077 CGCG160-241 CALDWELL 35       | Galaxie elliptique Galaxie centrale-dominante (cD) | Chevelure de Bérénice | William Herschel         |
| 6      |       | IC 2006  | IC 2006 PGC 14077 ESO359-007 MCG-06-09-037                                       | Galaxie elliptique                                 | Éridan                | Lewis Swift              |
| 7      |       | NGC 1404 | NGC 1404 PGC 13433 ESO358-046 MCG-06-09-013                                      | Galaxie elliptique                                 | Éridan                | John Herschel            |
| 8      |       | NGC 1399 | NGC 1399 PGC 13418 ESO358-045 MCG-06-09-012                                      | Galaxie elliptique                                 | Fourneau              | James Dunlop             |
| 9      |       | NGC 1427 | NGC 1427 PGC 13609 ESO358-052 MCG-06-09-021                                      | Galaxie elliptique                                 | Fourneau              | John Herschel            |
| 10     |       | NGC 6166 | NGC 6166 PGC 58265 UGC 10409 MCG+07-34-060 CGCG224-039 VV364                     | Galaxie elliptique Galaxie active                  | Hercule               | William Herschel         |
| 11     |       | M105     | M105 NGC 3379 PGC 32256 UGC 5902 MCG+02-28-011 CGCG066-018                       | Galaxie elliptique                                 | Lion                  | Pierre Méchain           |
| 12     |       | NGC 3615 | NGC 3615 PGC 34535 UGC 6313 MCG+04-27-012 CGCG126-021                            | Galaxie elliptique                                 | Lion                  | William Herschel         |
| 13     |       | NGC 7012 | NGC 7012 PGC 66116 ESO286-051                                                    | Galaxie elliptique                                 | Microscope            | John Herschel            |
| 14     |       | NGC 7317 | NGC 7317 PGC 69256 MCG+06-49-038 CGCG514-060 VV288 ARP 319                       | Galaxie elliptique                                 | Pégase                | Édouard Stephan          |
| 15     |       | NGC 623  | NGC 623 PGC 5898 ESO353-023 MCG-06-04-052                                        | Galaxie elliptique                                 | Sculpteur             | John Herschel            |
| 16     |       | IC 1101  | IC 1101 PGC 54167 UGC 9752 CGCG049-023                                           | Galaxie elliptique Galaxie centrale-dominante (cD) | Serpent               | William Herschel         |
| 17     |       | M49      | M49 NGC 4472 PGC 41220 UGC 7629 MCG+01-32-083 CGCG042-134 ARP 134                | Galaxie elliptique                                 | Vierge                | Charles Messier          |
| 18     |       | M60      | M60 NGC 4649 PGC 42831 UGC 7898 MCG+02-33-002 CGCG071-016 VV206 ARP 116          | Galaxie elliptique                                 | Vierge                | Johann Gottfried Koehler |
| 19     |       | M84      | M84 NGC 4374 PGC 40455 UGC 7494 MCG+02-32-034 CGCG070-058 IRAS12224+1309         | Galaxie elliptique (Galaxie lenticulaire ?)        | Vierge                | Johann Gottfried Koehler |
| 20     |       | M87      | M87 NGC 4486 PGC 41361 UGC 7654 MCG+02-32-105 CGCG070-139 IRAS12282+1240 ARP 152 | Galaxie elliptique Galaxie active                  | Vierge                | Johann Gottfried Koehler |